# اتحادیه آگاناگر
اتحادیه آگاناگر (به لاتین: Aganagar Union) یک منطقهٔ مسکونی در بنگلادش است که در Barura Upazila واقع شده‌است.